# 詹姆斯·沃西
詹姆斯·阿格·沃西（英語：James Ager Worthy，1961年2月27日—），美国NBA联盟前职业前篮球运动员，暱稱「眼鏡蛇」。身高6呎9吋，體重225磅，擔任小前鋒，在1982至1994年間為洛杉磯湖人隊效力長達12個賽季。

## 簡介

### 大學時期
沃西是北卡羅來納大學教堂山分校校隊的主將，儘管於大學一年級時因傷而不能上陣，但到他三年級時卻大放異彩。當時他的隊友包括山姆·帕金斯和一位名叫麥可·喬登 的大一新生。沃西率領球隊打進1982年NCAA錦標賽總決賽，面對由派翠克·尤因 坐鎮的喬治城大學校隊，沃西於比賽中獨得28分，並抄截了關鍵的一球而替球隊保住勝利。雖然該場比賽的焦點集中在乔丹的致勝一投，但亦無損沃西獲得該年NCAA最後四強的最傑出球員獎。

### NBA時代
1982年，湖人隊獲得總冠軍，由於在三年前一次與克里夫蘭騎士隊的交易中得到了一個第一輪選秀權，而這個選秀權隨著騎士隊的差劣成績變成狀元簽，湖人隊得以在第一輪第一順位中沃西。沃西亦成為湖人隊自遷進洛杉磯後的唯二的選秀狀元（另一位是1979年的魔術強森）。
在星光熠熠的湖人隊中，新秀賽季的沃西只能充當替補，跟隊上的另一明星小前鋒賈邁爾·威爾克斯學習。沃西再次受到傷患困擾而缺席季後賽，只能眼看球隊於總決賽中被費城七六人隊橫掃出局。不過，沃西依然憑著13.4分、5.2籃板的成績入選NBA最佳新秀陣容，而他於賽季中做出的57.9%投籃命中率成績不但冠絕同屆所有新秀，同時亦創下球隊新秀的紀錄。
1984年的季後賽總決賽中，沃西的湖人隊雖然於第七場中敗於波士顿凯尔特人队，但沃西卻於該年季後賽中取得17.7分2.7助攻的成績，較例行賽中的14.5分1.7助攻的成績為佳。而在該賽季中球隊得到新秀拜伦·斯科特 ，逐漸形成湖人「Showtime」王朝的基礎。終於沃西與球隊在翌年的總決賽中報卻一敗之仇，替球隊在1980年代第三次奪得總冠軍，沃西亦第一次戴上冠軍指環。
1985-86年賽季，沃西第一次入選全明星賽，平均得分亦攀上20分的水平，可惜未能替球隊衛冕總冠軍。但在其後的兩年則成功奪冠，成為20年來第一支能成功衛冕的球隊。在1988年總決賽關門戰中，沃西繳出36分、16籃板、10助攻的大三元成績（職業生涯首次），因此獲選總決賽最有價值球員。
隨後數年，沃西仍然是球隊的主將之一，個人數據不俗，更分別於1990及1991年入選NBA最佳陣容第三隊。可惜球隊始終未能再次摘下冠軍，沃西最後亦於1994年宣佈退休。
沃西最為人稱道的，是他於大賽中的抗壓能力，在他12年職業生涯中，共有11年的季後賽數據較例行賽還要優秀，因此他亦獲得"Big Game James"的暱稱。在沃西退休時，前隊友及球迷更視之為「Showtime」時代的終結。
2015年9月29日，洛杉矶湖人队总经理米奇·库普切克宣布，球队已经邀请名宿沃西加入湖人教练团队，協助前隊友拜伦·斯科特。

## 成就／榮譽

### NBA成就
- 3次NBA總冠軍：1985，1987，1988（洛杉磯湖人隊）
- 7次NBA全明星球員：1986，1987，1988，1989，1990，1991，1992
- 1次NBA總決賽最有價值球員：1988
- 2次NBA最佳陣容： 
  - 2次NBA第三陣容：1990，1991
- NBA最佳新秀陣容：1983
- NBA50大巨星：1996
- NBA75大巨星：2021
- 籃球名人堂：2003

### NBA生涯紀錄
- NBA季後賽歷史上總得分第二十八（3,022分）
- NBA季後賽歷史上平均得分第六十四（21.13分）
- NBA季後賽歷史上投籃命中率第十八（54.4%）